# 유정 (1976년 영화)
《유정》은 1976년에 개봉한 대한민국의 영화이다.

## 캐스팅
- 남궁원
- 한유정
- 김진
- 선우용녀
- 김민규
- 박암
- 김형자
- 이자영
- 김혜숙
- 박춘미
- 김웅
- 추봉
- 채경순
- 윤금자